# Мило Кротонац
Мило Кротонац, Мило из Кротоне, Милон Кротонски (грч. Μίλων ο Κροτωνιάτης) (крај 6. века п. н. е.) је био познати старогрчки атлетичар из грчко−ахајске колоније Кротон (Κρότωνας) у Великој Грчкој.
Мило је био шестоструки олимпијски победник, пви пут у категорији за дечаке у рвању 540. п. н. е. на 60. Олимпијади и петоструки шампион у рвању на 62, 63, 64, 65 и 66. Олимпијади. Мило је наставио да се такмичи, чак и након оних година који би се сматрале најбољим годинама за спортисте. До 67. олимпијаде требао би да има преко 40 година. Такође је присуствовао многим Питијским играма.
Његову историчност сведоче многи класични аутори, међу којима су Аристотел, Паусанија, Цицерон, Херодот, Витрувије, Епиктет и аутор Суда, али поред тога око Мила постоје многе легендарне приче.
Диодор Сикулус је у својој историји записао да је Мило био Питагорин следбеник и да је командовао кротонском војском која је победила Сибарите 511. п. н. е., кадаје носио своје олимпијске венце и обукао се као Херкул у лављу кожу и носио тољагу.
Тада су Сибарити заузели поље са војском од три стотине хиљада људи. Кротонци су имали само сто хиљада, којима је командовао рвач Мило, који је у први мах разбио оно крило војске које му је било насупрот. Он је био непобедиве снаге, имао је храброст која одговара његовој снази и био је шест пута победник на Олимпијским играма. Када је започео своју борбу, овенчан је олимпијским венцима, носећи (као Херкул) лављу кожу и батину, на крају је извојевао апсолутну победу и после тога су му се његови земљаци дивили.
Милова смрт постала је популарна тема у уметности у касној италијанској ренесансној скулптури, наставивши се све до 1900. године, омогућавајући вајару да покаже своју вештину у драматичној анатомској пози. Био је то компактнији еквивалент римској групи Лаокоон и његови синови.

## Подвизи и снага
Древни извори и легенде говоре да је имао велико задовољство да покаже своју снагу. Имао је низ подвига које је изводио, као што су:
- Испружио би руку, испружених прстију и изазивао људе да покушају да му савију мали прст.
- Стајао би на подмазан гвоздени диск и изазивао људе да га гурну са њега.
- Држао би нар у једној руци и изазивао друге да му га узму. Нико никада није могао и упркос томе што је воће чврсто држао, оно никада није било оштећено.
- У паузама је тренирао носећи теле на леђима сваки дан све до Олимпијаде. У години одржавања Олимпијских игара, он је на леђима носио четворогодишњу краву. Носио је одраслу краву дуж стадиона, а затим ју је жртвовао, испекао и појео.

## Милова смрт
Легенда каже да су му такви подвизи на крају дошли главе. Његов последњи тест снаге дошао је када је обилазио околна локална села и срео сељака који је чекићем и клиновима покушавао да цепа пањ. Мило је узбуђено питао човека да ли може да покуша својом снагом да расцепи дрво, не користећи никакав алат. Сељанин, почашћен Миловом понудом, отишао је да донесе храну док је Мило радио. Мило је одмах покушао да растргне пањ тако што је забио прсте у пукотину у коју је сељак забио клинове. Док је извлачио пањ, клинови су испадали и заглавили Милове прсте. Без клинова који би држали пукотину отворену, Мило је покушао да ослободи прсте од пања, али није успео. Ту је и тако сачекао да се сељанин врати са храном. Легенда затим каже да је Мило дочекао крај када су вукови, или лав, искористили његову невољу и кидисали на њега.

## Статуе
Статуу Мила, Диотимовог сина, направио је Дамеј, такође родом из Кротоне. Мило је ивојевао шест победа за рвање у Олимпији, међу којима и једну међу дечацима. Код Питона освојио је шест међу мушкарцима и једног међу дечацима. Седми пут је дошао у Олимпију да се рва, али није успео да савлада Тимаситеја, суграђанина који је такође био млад и који је, штавише, одбио да се зближи са њим. Даље се наводи да је Мило носио сопствену статуу у Алтис. Традиција памти и његове подвиге са наром и кивотом. Зграбио би шипак тако чврсто да му га нико није могао на силу отети, а ипак га није оштетио притиском. Стајао би на подмазаном стубу и правио будале од оних који су га оптуживали и покушавали да га скину са стуба. Изводио је и следеће изложбене подвиге. Везао би конопац око чела као да је врпца или круна. Задржавајући дах и пунивши крвљу жиле на глави, он би снагом ових вена прекинуо врпцу. Прича се да би десну руку спустио поред себе од рамена до лакта, а испружио руку испод лакта, окрећући палац нагоре, док су остали прсти лежали у низу. У овом положају, тада је мали прст био најниже, али нико није могао да га савије уназад притиском. Кажу да су га убиле дивље звери. Прича каже да је у земљи Кротона наишао на дебло које се сушило, убачени су клинови како би се стабло раздвојио. Мило је у свом поносу гурнуо руке у дебло, клинови су се склизнули, а Мило је чврсто држан за дебло све док га вукови, звери који лутају у огромним чопорима у земљи Кротона, нису учинили својим пленом. Таква је судбина задесила Мила.— О Милу у Паусанијевом делу "Описи Грчке"